# 2016년 1월 동아시아 한파

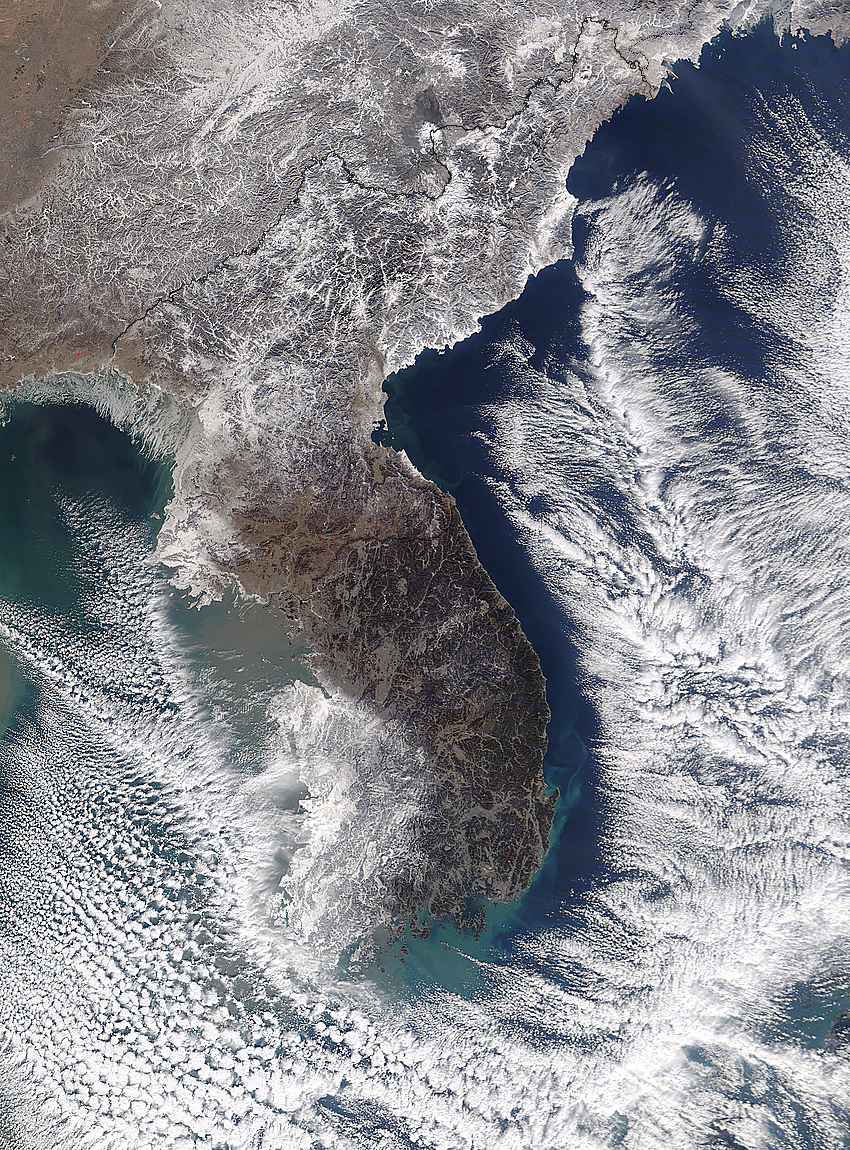
2016년 1월 25일, 폭설 이후 한반도를 촬영한 위성사진.

2016년 1월에 동아시아 지역인 대한민국, 조선민주주의인민공화국, 일본, 중화인민공화국, 중화민국, 베트남에서 한파가 발생하였다.

## 대한민국
1월 23일, 제주도에서 발생한 한파와 폭설로 제주공항의 모든 항공편이 결항되었다. 26일에 돼서야 운행이 재개되었으며, 9만명 이상이 발이 묶인 것으로 알려졌다. 또한 1월 24일 아침, 서울특별시의 최저기온이 2001년 이후 가장 낮은 -18 °C를 기록했다.

## 조선민주주의인민공화국
1월 23일, 백두산 산록의 삼지연에서는 최저기온 -37.5 °C를 기록했다.

## 일본
1월 24일 밤부터 다음날 새벽까지, 오키나와현 나고시에서 진눈깨비가 관측되었다. 1953년 오키나와에서 기상관측이 시작된 이래 첫 진눈깨비다. 1월 25일 서일본, 도호쿠 지방을 중심으로 폭설이 내렸다.

## 중화인민공화국

### 본토
1월 21일 내몽골 자치구 후룬베이얼 시 어얼구나는 -47.8 °C를, 그 다음날에는 -49.1 °C를 기록했다.

### 홍콩
홍콩의 기온은 3.1 °C까지 떨어졌으며, 이는 최근 60년 동안 홍콩에서 기록된 가장 낮은 기온이었다.

## 중화민국
1월 25일 타이베이시는 영상 2도로 떨어지며 43년만의 최저기온을 기록했다. 타이완 북부 지역에서 36명이 저체온증으로 동사했다.